# Тхоржевский, Роберт Иосифович
Ро́берт Ио́сифович Тхорже́вский (Бертье́) (25 мая 1929, Винница — 5 сентября 2001, Черновцы; укр. Роберт Йосипович Тхоржевський (Бертьє)) — украинский историк, доктор исторических наук (1995), профессор, известный бонист и нумизмат, автор работ по истории бумажных денег.

## Биография
Отец Роберта Альберт-Иосиф Тхоржевский был кадровым военным, которого в 1930 году арестовали как «врага народа» и вместе с семьёй вывезли на спецпоселение в посёлок Незаметное Томтонского района Якутской АССР. Отбыв поселение, в 1936 году семья вернулась на Украину. Но через год отец был снова арестован и осужден «особой тройкой».
В 1947 году Роберт Иосифович поступил на исторический факультет Черновицкого государственного университета, который окончил в 1952 году. Продолжительное время (1952—1976) он преподавал историю в средних школах города Черновцы.
В 1976—1981 годах преподаватель истории вначале в Кишинёвском государственном педагогическом институте им. Иона Крянгэ (Молдавия), затем — в Николаевском педагогическом институте.
С 1981 года — ассистент, с 1995 — профессор кафедры денежного обращения и кредита Тернопольского института народного хозяйства (ныне Тернопольский национальный экономический университет), где по инициативе Тхоржевского в 1986 году создан музей истории денег, в 1992 году переименованный в научно-исследовательский центр истории денег; Тхоржевский был его директором.
В 1974 году стал кандидатом исторических наук, а в 1995 году защитил докторскую диссертацию.
Р. И. Тхоржевский — автор более чем 180 работ по бонистике и нумизматике.
В последние годы жизни, примерно с 1997 года, Тхоржевский болел, поэтому научных работ в этот период у него было мало, в основном он писал научно-популярные заметки в местной прессе.

## Некоторые работы
- Тхоржевский Р. Національні паперові гроші України. — Донецьк: Аспект, 1992. — 60 с.  (укр.) (Национальные бумажные деньги Украины)
- Тхоржевский Р. Нариси історії грошей в Україні. — Тернопіль: Видавництво Карп’юка, 1999. — 240 с.  (укр.) (Очерки истории денег на Украине)
- Тхоржевский Р. Нариси історії паперових грошей на Тернопільщині XX ст. — Тернопіль: «Підручники і посібники», 2000. — 88 с.  (укр.) (Очерки истории бумажных денег на Тернопольщине XX ст.)
- Тхоржевский Р., Марковецкая Г. Нариси історії паперових грошей в Галичині першої чверті XX ст. (Івано-Франківська, Львівська та Тернопільська обл.)) // Депонировано в ДНТБ Украины — № 1769 — Ук. 96. — Б.09.1996.  (укр.) (Очерки истории бумажных денег в Галичине первой четверти XX ст. (Ивано-Франковская, Львовская и Тернопольская обл.))
- Тхоржевский Р. Пробный денежный знак УССР в 50 карбованцев 1919 г. // Советский коллекционер. — Вып. 17. — С. 128—132. илл.
- Тхоржевский Р. Бифоны.[1] //Миниатюра. — № 13, февраль 1993. — С. 1.
- Тхоржевский Р. Денежная реформа на Украине и новые денежные знаки — гривны и копейки. // Миниатюра. — Вып. 32, декабрь 1996. — С. 8, илл.
- Тхоржевский Р., Грибанов Э. История Черновицких денег // Московский бонист. — № 5(51), сентябрь 1967.
- Тхоржевский Р. И. Бумажные денежные знаки, боны как источник по истории Украинской ССР периодов гражданской войны и восстановления народного хозяйства 1918—1925 гг. Автореферат диссертации… кандидата историч. наук. — Киев: Ун-т им. Т. Г. Шевченко, 1975. — 28 с. 250 экз. 145×201 мм.
- Тхоржевский Р. И. (сост.). Методические указания, статистические и наглядные материалы для изучения студентами эмиссий и обращения бумажных денег и их суррогатов (1917—1961 гг.). — Тернополь, Финансово-экономический ин-т, 1982. — 72 с., ил. 500 экз. 147×201 мм.
- Тхоржевский Р. И. Отечественная бонистика: Утверждено Советом Учебно-методич. кабинета по высшему образованию при Минвузе УССР в качестве учеб. пособия для студентов экономич. специальностей. — Киев: Министерство высшего и среднего специального образования УССР — Учебно-методич. кабинет по высшему образованию — Тернопольский финансово-экономический ин-т, 1988. — 68 с., ил. 1500 экз. 145×200 мм. Ротапринт.
- Тхоржевский Р. И. Бумажные денежные знаки, боны как историко-экономический источник и объект бонистики (1917—1925 гг.). Автореферат диссертации… доктора историч. наук. — Киев: Ин-т украинской археологии и источниковедения им. М. С. Грушевского, 1995. — 48 с. 120 экз. 145×201 мм.  (укр.)

## Ученики
Из числа учеников Р. И. Тхоржевского в Тернопольском государственном экономическом университете работают Григорий Викторович Сапожник и Галина Михайловна Марковецкая, которые успешно защитили диссертации по бонистике. У Г. В. Сапожника, который в 2004 году защитил диссертацию «Паперові грошові знаки та бони Волині 1914—1924 рр як історико-економічне джерело і об’єкт боністики» («Бумажные денежные знаки и боны Волыни 1914—1924 гг. как историко-экономический источник и объект бонистики»), научным руководителем был О. Клименко.